# Симмория
Симмори́я (др.-греч. συμ-μορία) в Афинах в IV веке до н. э. — группы граждан, составлявшиеся для двух целей: для собирания военного налога (др.-греч. εισφορά — «налог, подать») и для полного снаряжения военных кораблей (др.-греч. τριηραρχία — «триерархия»).
Симмория для собирания налога были учреждены в 378 году до н. э., когда афиняне возобновили союз с островами Эгейского моря и вторично приобрели гегемонию на море; при этом деление народа на 4 класса  утратило всякое практическое значение. 
Вследствие сбивчивости и разнообразия свидетельств древних авторов, особенно ораторов, вопросы об отношении симморий первой категории к симмориям второй категории, о численном их составе, о компетенции их остаются до сих пор большею частью нерешенными. По воззрениям некоторых[каких?] новейших ученых, военных симморий было 20, по симмории на каждую филу; в каждой симмории числилось 15 членов, а всего членов симморий было 300. По другим, число членов симморий было 1200. Важность этого нововведения заключалась в том, что государству была обеспечена верная и скорая уплата повинности, так как богатые граждане вносили сразу вперед — др.-греч. προεισφόρα общую сумму военного налога. Триерархические симмории были учреждены в 358 году до н. э. ввиду попытки фиванцев овладеть Эвбеей и необходимости усилить флот.
Новая система была введена Периандром, который установил 20 симморий (по 2 на филу) в составе 1200 членов из богатейших граждан; в числе их находилось также большинство членов военных симморий. Члены симморий, которые брались общими силами снарядить один корабль, назывались синтель (др.-греч. συντελεϊς). Во главе симморий военной и триерархической стоял так называемый игемон (др.-греч. ήγεμών); кроме того были особые чиновники — эпимелеты (др.-греч. έπιμεληταί), на обязанности которых лежало определять ценз. 
В 354 году до н. э. Демосфен произнес речь о симмориях с целью привлечь к исполнению обязанностей членов триерархических симморий всех действительно состоятельных граждан и увеличить число кораблей до 300, но его речь не имела практических результатов.